# Saski Baskonia
|  | Aquest article tracta sobre el club de basquetbol. Si cerqueu el club de futbol, vegeu «CD Baskonia». |

Club Deportivo Saski-Baskonia SAD, és un club de bàsquet basc de la ciutat de Vitòria, País Basc. Ha estat conegut pel nom dels seus patrocinadors, com Kirolbet Baskonia, Laboral Kutxa (2009-2016), Tau Cerámica (1997-2009) i Taugrés (1987-1997). Va ser fundat el 1952. La temporada 2019-2020 participa en la Lliga ACB i en l'Eurolliga.

## Història
Va ser fundat el 1952 amb el nom de Club Deportivo Vasconia, denominació que va mantenir fins al 1976. Aquest any el llavors president José Luis Sánchez Erauskin va canviar la "V" per la "B", passant el club a denominar-se CD Basconia. Entre el 1984 i el 1986 va ser patrocinat per "Caixa d'Àlaba". Des de 1987 i fins al 2009 va ser patrocinat per l'empresa de ceràmiques Tau Ceràmica. I des del 2009 fins al 2016 va ser patrocinat per l'entitat bancària Laboral Kutxa.
Competeix en la Lliga ACB, i en els últims anys s'ha convertit en un dels clubs més potents del bàsquet espanyol i europeu.
El president del club és l'exjugador Josean Querejeta, des de setembre de 1990.

## Patrocinadors
- 1984-1986: Caja Álava
- 1987-2009: Taugrés (1987-1997) / Tau Ceràmica (1997-2009)
- 2009-2016: Laboral Kutxa[5]
- 2018-2020: Kirolbet Baskonia
- 2020–2021: TD Systems Baskonia[6]
- 2021–2022: Bitci Baskonia[7]
- 2022–present: Cazoo Baskonia[8]

## Pavellons
La seva pista de joc és el "Fernando Buesa Arena", que té capacitat per 15.504 espectadors.

## Historial
- 1952-1969: Categoria provincial.
- 1969-1970: Tercera Divisió espanyola.
- 1970-1971: Segona Divisió espanyola.
- 1972-1973: Primera Divisió de la Lliga espanyola.
- 1981-1982: Segona Divisió espanyola.
- 1982-1983: Primera Divisió de la Lliga espanyola.
- 1983-2020: Lliga ACB.

| Temporada | Categoria | Posició | Balanç | Play-offs        | Copa             |
| 1988-89   | ACB       | 7       | 21-17  | Quarts de final  | Vuitens de final |
| 1989-90   | ACB       | 7       | 23-15  | Quarts de final  | Quarts de final  |
| 1990-91   | ACB       | 5       | 26-16  | Semifinals       | Quarts de final  |
| 1991-92   | ACB       | 7       | 30-15  | Semifinals       | Quarts de final  |
| 1992-93   | ACB       | 9       | 19-14  | Vuitens de final | Tercer           |
| 1993-94   | ACB       | 7       | 17-15  | Vuitens de final | Subcampió        |
| 1994-95   | ACB       | 3       | 24-17  | Quarts de final  | Campió           |
| 1995-96   | ACB       | 8       | 22-19  | Quarts de final  |                  |
| 1996-97   | ACB       | 5       | 21-17  | Quarts de final  |                  |
| 1997-98   | ACB       | 1       | 34-10  | Subcampió        | Quarts de final  |
| 1998-99   | ACB       | 4       | 25-13  | Quarts de final  | Campió           |
| 1999-00   | ACB       | 5       | 25-18  | Semifinals       |                  |
| 2000-01   | ACB       | 3       | 32-11  | Semifinals       | Quarts de final  |
| 2001-02   | ACB       | 4       | 33-12  | Campió           | Campió           |
| 2002-03   | ACB       | 6       | 20-19  | Quarts de final  | Subcampió        |
| 2003-04   | ACB       | 1       | 32-10  | Semifinals       | Campió           |
| 2004-05   | ACB       | 1       | 36-11  | Subcampió        | Semifinals       |
| 2005-06   | ACB       | 2       | 31-13  | Subcampió        | Campió           |
| 2006-07   | ACB       | 1       | 31-11  | Semifinals       | Semifinals       |
| 2007-08   | ACB       | 4       | 29-13  | Campió           | Subcampió        |
| 2008-09   | ACB       | 1       | 28-4   | Subcampió        | Campió           |
| 2009-10   | ACB       | 2       | 35-9   | Campió           | Semifinals       |
| 2010-11   | ACB       | 4       | 25-14  | Semifinals       | Semifinals       |
| 2011-12   | ACB       | 3       | 27-14  | Semifinals       | Semifinals       |
| 2012-13   | ACB       | 2       | 26-11  | Quarts de final  | Semifinals       |
| 2013-14   | ACB       | 6       | 19-17  | Quarts de final  | Quarts de final  |
| 2014-15   | ACB       | 6       | 20-17  | Quarts de final  |                  |
| 2015-16   | ACB       | 4       | 27-14  | Semifinals       | Semifinals       |
| 2016-17   | ACB       | 2       | 26-13  | Semifinals       | Semifinals       |
| 2017-18   | ACB       | 2       | 31-13  | Subcampió        | Quarts de final  |
| 2018-19   | ACB       | 3       | 26-10  | Quarts de final  | Quarts de final  |
| 2019-20   | ACB       |         |        |                  |                  |

## Palmarès

### Títols internacionals
- Eurolligues:

Finalista (2): 2000-01, 2004-05
Final Four (5): 2005, 2006, 2007, 2008, 2016
- Recopa d'Europa de bàsquet:

1 campió: 1995-96
2 finalista: 1993-94, 1994-95

### Títols nacionals
- Lliga ACB:

Campió (4): 2001-02, 2007-08, 2009-10, 2019-20
Subcampió (5): 1997-98, 2004-05, 2005-06, 2008-09, 2017-18
- Copa del Rei de bàsquet:

Campió (6): 1995, 1999, 2002, 2004, 2006, 2009
Subcampió (3): 1994, 2003, 2008
- Supercopa:

Campió (4): 2005, 2006, 2007, 2008
Subcampió (2): 2011, 2018

## Indumentària
Primera equipació: Samarreta blanca, colls vermell i negre i laterals negres i vermells, pantalons blancs amb vores negres i vermells.
Segona Equipació: Samarreta vermella, coll negre, pantalons vermells amb rivets blancs i negres.
Empresa: Astore.